# Liste lettischer Schriftsteller
Die Liste lettischer Schriftsteller gibt einen Überblick über die Schriftsteller Lettlands. Es besteht kein Anspruch auf Vollständigkeit.

## A
- Inga Ābele (* 1972)
- Eriks Ādamsons (1907–1946)
- Amanda Aizpuriete (1956–2023)
- Jānis Akuraters (1876–1937)
- Gunnar Alksnis (1931–2011)
- Juris Alunāns (1832–1864)
- Aspazija (eig. Johanna Emilie Liesette Rosenwald bzw. Elza Rozenberga, 1865–1943)
- Auseklis (eig. Miķelis Krogzemis, 1850–1879)
- Jānis Austriņš (1842–1919)
- Daina Avotiņa (* 1926)

## B
- Pēteris Balodis (1837–1918)
- Pauls Bankovskis (1973–2020)
- Fricis Bārda (1880–1919)
- Krišjānis Barons (1835–1923)
- Vizma Belševica (1931–2005)
- Alberts Bels (* 1938)
- Mirdza Bendrupe (1910–1995)
- Guntis Berelis (* 1961)
- Kaspars Biezbārdis (1806–1886)
- Rūdolfs Blaumanis (1863–1908)
- Augusts Bračs (1880–1967)
- Irma Brača (1886–1967)
- Leons Briedis (* 1949)
- Anna Brigadere (1861–1933)
- Fricis Brīvzemnieks (1846–1907)
- Pēters Brūveris (1957–2011)

## C
- Māris Čaklais (1940–2003)
- Aleksandrs Čaks (1901–1950)

## D
- Ernests Dinsbergs (1816–1902)
- Augusts Deglavs (1862–1922)

## E
- Anšlavs Eglītis (1906–1993)
- Viktors Eglītis (1877–1945)
- Haralds Eldgasts (1882–1926)
- Pēteris Ērmanis (1893–1969)
- Regīna Ezera (1930–2002)
- Jānis Ezeriņš (1891–1924)

## F
- Valentīna Freimane (1922–2018)

## G
- Irma Grebzde (1912–2000)
- Aleksandrs Grīns (1895–1941)
- Pētēris Gūtmanis (1848–1916)

## I
- Anatols Imermanis (1914–1998)
- Ilze Indrāne (* 1927)

## J
- Andris Jakubāns (1941–2008)
- Jēkabs Janševskis (1865–1931)
- Jānis Jaunsudrabiņš (1877–1962)
- Jānis Joņevs (* 1980)
- Juris Jurjevičs (1943–2018)

## K
- Vladimirs Kaijaks (1930–2013)
- Sandra Kalniete (* 1952)
- Matīss Kaudzīte (1848–1926)
- Reinis Kaudzīte (1839–1920)
- Andris Kolbergs (1938–2021)
- Arvis Kolmanis (* 1959)
- Miķelis Krogzemis (Pseudonym: Auseklis, 1850–1879)

## L
- Vilis Lācis (1904–1966)
- Ilona Leimane (1905–1989)
- Jēkabs Līgotnis, auch Līgotņu Jēkabs, (eig. Jēkabs Roze, 1874–1942)
- Olga Lisovska (1928–2015)
- Egons Līvs, Pseudonym von Egons Gūtmanis (1924–1989)

## M
- Zenta Mauriņa (1897–1978)
- Vija Mikāne (Pseudonym: Vija Gune, 1937–2004)
- Laima Muktupāvela (* 1962)

## N
- Andra Neiburga (1957–2019)
- Aaron Nimzowitsch (1886–1935)

## P
- Andrejs Papārde, Pseudonym von Miķelis Valters (1874–1968)
- Dāvids Pelcs (1850–1913)
- Jānis Poruks (1871–1911)
- Andrejs Pumpurs (1841–1902)

## R
- Rainis (eig. Jānis Pliekšāns, 1865–1929)
- Konstantīns Raudive (1909–1974)
- Gundega Repše (* 1960)
- Elza Rosenberga (Pseudonym: Aspāzija, 1865–1943)
- Dace Rukšāne (* 1969)

## S
- Kārlis Skalbe (1879–1945)
- Zigmunds Skujiņš (1926–2022)
- Margarita Stāraste (1914–2014)
- Māra Svīre, Pseudonym von Māra Kaijaka, geb. Brīdaka (* 1936)

## U
- Andrejs Upīts (1877–1970)

## V
- Ojārs Vācietis (1933–1983)
- Rihards Valdess, Pseudonym von Rihards Ferdinands Bērziņš (1888–1942)
- Miķelis Valters (Pseudonym: Andrejs Papārde, 1874–1968)
- Edvarts Virza (1883–1940)

## Z
- Māra Zālīte (* 1952)
- Guntis Zariņš (1926–1965)
- Osvalds Zebris (* 1975)
- Imants Ziedonis (1933–2013)